# Long Nhật
Long Nhật tên đầy đủ là Đinh Long Nhật, sinh ngày 19 tháng 10 năm 1967. Anh tuy quê ở Quảng Trị nhưng lại sinh ra ở Huế. 

## Tiểu sử
Long Nhật tên đầy đủ là Đinh Long Nhật, sinh ngày 19 tháng 10 năm 1967. Anh tuy quê ở Quảng Trị nhưng lại sinh ra ở Huế. Cha của Long Nhật là nhà thơ, nhà thi pháp Nguyệt Đình. Thời phổ thông, anh theo học trường Quốc học Huế. Khi biết con trai thi tuyển vào đoàn ca nhạc Hải Đăng - Nha Trang, ông đã phản đối. Thế nhưng, vì thương con, mẹ Long Nhật đã giấu chồng cho con trai tiền đi thi.

## Hoạt động ca hát
Vào giai đoạn 1993-1994, Long Nhật phát triển sự nghiệp âm nhạc qua các ca khúc Mấy nhịp cầu tre, Tình Huế, Chung vầng trăng đợi, Ở hai đầu nỗi nhớ, Nhớ nhau hoài, Lời người ra đi, Hai chuyến tàu đêm, Em yêu anh như yêu câu ví dặm, Ai ra xứ Huế, Gió về miền xuôi. Anh trở thành một trong những ca sĩ chính thức của đoàn Hải Đăng. Anh tiếp tục trau dồi và hoàn thiện chất giọng của mình qua các ca khúc Nụ hồng, Tóc đuôi gà, Lặng thầm và Về quê ngoại.
Sau này Long Nhật chuyển vào Thành phố Hồ Chí Minh sinh sống. Tại đây, ngoài vai trò ca sĩ, Long Nhật còn là người dẫn chương trình trong các chương trình ca nhạc, trong đó có chương trình ca nhạc thiếu nhi Tuổi Ngọc: Chú Vịt Con (cuốn VHS 1) và Chị Ong Nâu (cuốn 2) do Hồ Gươm Audio - Video sản xuất năm 1997.
Cho đến nay, anh đã có 3 album ra mắt khán giả: Xin làm người hát rong, Thu vắng, Nỗi niềm và đang cộng tác với trung tâm Vafaco thực hiện album thứ 4.

## Chương trình truyền hình và phim truyền hình đã tham gia
- Nhanh như chớp nhí - HTV2
- Ký ức vui vẻ - VTV3
- Ai là bậc thầy chính hiệu - VTV3
- Bộ ba siêu đẳng - VTV3
- Các ông bố nói gì - HTV7
- Chinh phục thần tượng - THVL1
- Chọn đâu cho đúng - VTV3
- Chuyện của sao - VTV9
- Cơ hội đổi đời - HTV7
- Giác quan thứ 6 - VTV3
- Giải mã kỳ tài - HTV7
- Người một nhà - VTV3
- Nhanh như chớp - HTV7
- Siêu bất ngờ - HTV7
- Tình khúc giao mùa - HTV7
- Tuyệt đỉnh song ca - Cặp đôi vàng nhí - THVL1
- Úm ba la ra chữ gì? - VTV3

### Phim truyền hình (2007-2008)
- Đường về nhà (2007) - HTV7
- Quán Tây (2008) - VTV6

## Đời tư
Năm 2012, ca sĩ Long Nhật xuất hiện hình ảnh trong tà áo dài đủ màu sắc và tạo dáng phụ nữ trên một số trang mạng tin tức. Ngoài những tấm hình chụp một mình, anh còn lộ những tấm hình tình tứ với nam diễn viên Công Dũng. Trước nghi vấn của khán giả cho rằng mình là người có giới tính thứ ba và tạo scandal, anh đã lên tiếng giải thích đó chỉ là những hình ảnh từ video về nhạc xuân để lưu trữ. Ca sĩ Long Nhật cũng tiết lộ mối quan hệ của mình với người thứ ba có liên quan ít nhiều đến chuyện ly dị của mình với vợ sau 2 năm chung sống.